# إريك فابر
إريك فابر (بالنرويجية البوكمول: Erik Faber)‏ هو كاتب أغاني ومغني نرويجي، ولد في 16 مايو 1977.

## وصلات خارجية
- إريك فابر على موقع IMDb (الإنجليزية)
- إريك فابر على موقع ميوزك برينز (الإنجليزية)
- إريك فابر على موقع ديسكوغز (الإنجليزية)